# IRONBUNNY
IRONBUNNY（アイアンバニー）は、日本のハードロックユニット。

## 概要
P.H. METHODSによる音楽プロジェクト。トライヘクサレコーディングスは共同制作での参加。Ediee Ironbunnyは「デジタルミュージックの台頭により衰退の一途にあったロックミュージックを絶滅の危機から守るため、西暦2300年よりタイムスリップでやってきたスーパーサイボーグギターヒーロー」とされる。
2018年11月、Ediee Ironbunnyによる活動をスタート。2019年3月、オーディションにより選ばれた女性ボーカル3人を発表、本格始動した。
2021年9月末に解散。2022年3月プロジェクト終了。

## 略歴
2018年
- 11月13日、IRONBUNNY始動を発表[5]。
- 11月20日、Ediee Ironbunny初のストリートライブを西武新宿駅前PePe広場で行う。
- 12月27日、Ediee Ironbunnyの声優が森久保祥太郎であること、森久保と募集中のボーカリストがパーソナリティを務める動画番組が2019年4月より超!A&G+で放送開始することが明らかになる[6]。

2019年
- 1月26日、カリフォルニアで行われた「NAMM Show」でライブを行う[7]。
- 3月28日、記者会見を行い、ボーカル3人を発表。

2020年
- 8月3日、Hinaがメニエール病による耳の不調の治療に専念するため、8月8日を以て脱退することを発表した[8][9]。

2021年
- 「コロナ禍へ突入し、活動が制限される中、IRONBUNNYとしてどのように活動していくべきかを模索しておりましたが、メインボーカルの体調不良による脱退や、その後のアーティスト活動における環境の大きな変化、IRONBUNNYとして一番重要なライブ活動の次々の休止等、アーティスト活動ができなくなりました。そのため、苦渋の決断ではありますが、一旦IRONBUNNYとして終止符を打ち、Kotono、Minami、Edieeそれぞれ違う道を歩むことを決断いたしました」として9月末をもって解散することを発表[10][1]。

2022年
- 3月、P.H.METHODSよりIRONBUNNYプロジェクト終了を発表[11]。

## メンバー
| 名前            | 誕生日                                 | 血液型 | 備考                                                                         |
| --------------- | -------------------------------------- | ------ | ---------------------------------------------------------------------------- |
| Kotono          | 2000年10月1日（24歳）                  | O型    | 元BABYMETAL THE CHOSEN SEVEN（「大森小都乃」）                               |
| Minami          | 2003年12月16日（21歳）                 | A型    | 元FAREWELL, MY L.u.v（「山添みなみ」）VOAT／ヴォーカルアカデミーオブ東京出身 |
| Ediee Ironbunny | （西暦2300年から現代にタイムスリップ） | -      | 声：森久保祥太郎                                                             |

### 旧メンバー
| 名前 | 誕生日                | 血液型 | 備考                              |
| ---- | --------------------- | ------ | --------------------------------- |
| Hina | 2000年6月15日（25歳） | O型    | 音楽塾ヴォイス東京校ヴォイス生6年 |

## 作品

### シングル
|     | 発売日         | タイトル                   | 備考 |
| --- | -------------- | -------------------------- | ---- |
| 1st | 2019年12月20日 | Infinite Mirror            |      |
| 2nd | 2020年2月14日  | One                        |      |
| 3rd | 2020年2月14日  | Respect                    |      |
| 4th | 2020年2月14日  | Black is the new innocence |      |
| 5th | 2020年4月17日  | Street Strider             |      |

### アルバム
|     | 発売日        | タイトル                          | 備考         |
| --- | ------------- | --------------------------------- | ------------ |
| 1st | 2019年8月28日 | IRONBUNNY～鉄槌のオルタナティブ～ | ミニアルバム |

## 出演

### テレビ
- musicるTV（テレビ朝日、2019年3月12日（11日深夜）、3月19日（18日深夜））

### ラジオ
- 「森久保祥太郎 presents
IRONBUNNY'S ROCK ROCKER ROCKEST」（文化放送（地上波）・超!A&G+、2019年4月7日 - ）